# 高速貨物列車
高速貨物列車（こうそくかもつれっしゃ）とは、日本貨物鉄道（JR貨物）が運行する貨物列車のうち、最高運転速度85 km/h以上の列車種別をいう。

## 概要

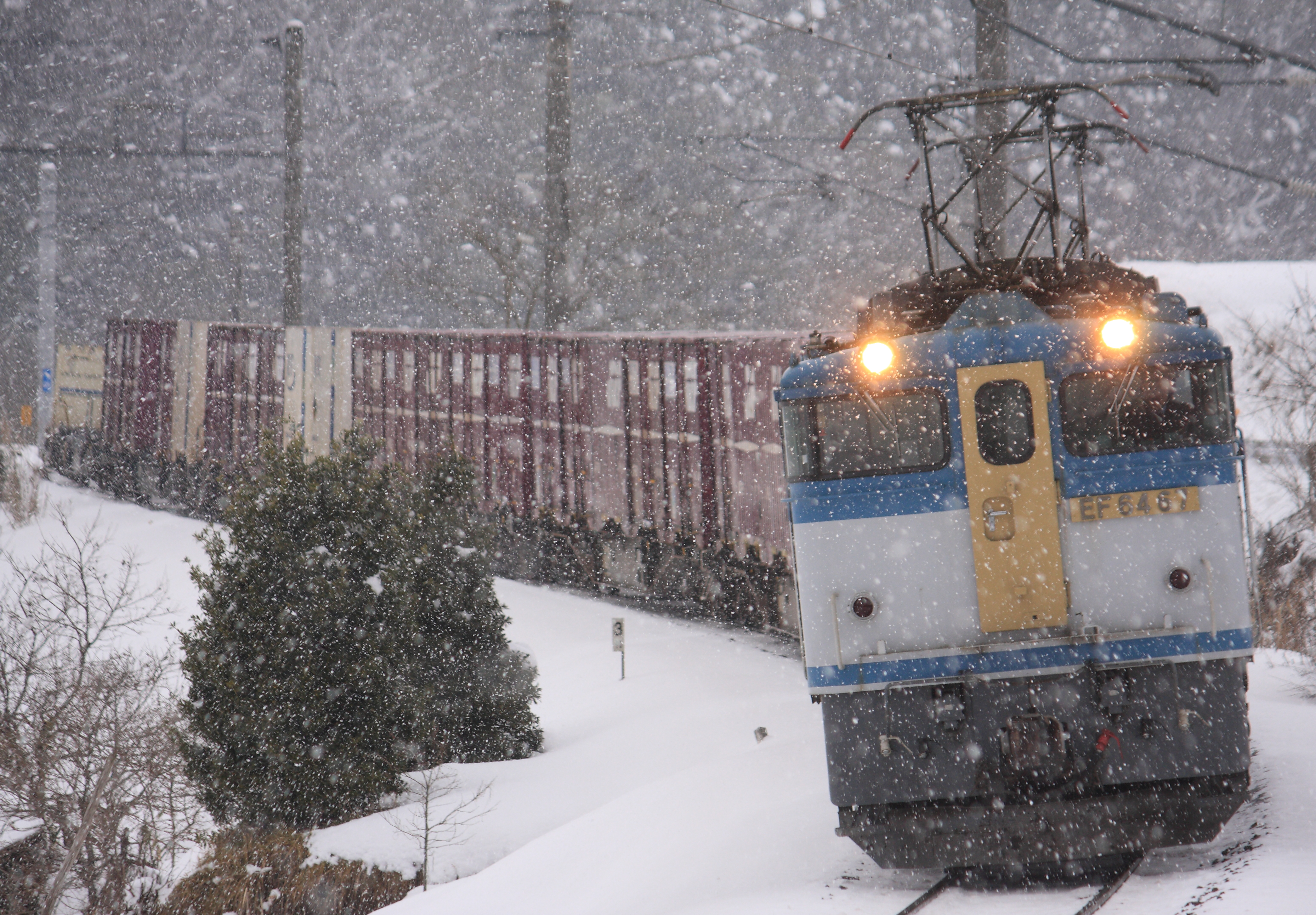
高速貨物列車B（2012年2月10日）

高速貨物列車は、列車の最高速度によってA・B・Cの3種に分類されており、その詳細は下記の通りである。
高速貨物列車A
最高速度110 km/hまたは100 km/hで運転できる貨車で組成された貨物列車（通称は「スーパーライナー」）。コキ100系やコキ200形、コキ50000形の高速仕様車（250000番台・350000番台）のみで組成される。
列車ダイヤ設定上の優先度は、旅客列車の特急に相当する扱いとなる。
M250系貨物電車「スーパーレールカーゴ」によって運行される列車は、2005年3月改正の貨物時刻表においては特に記載がなかったが、2006年3月改正の貨物時刻表においては、運転上の種別と同じく、特貨電に設定されていた。2016年現在は他と同じく高速と設定されている。
高速貨物列車B
最高速度95 km/hで運転できる貨車で組成された貨物列車。コキ50000形の基本番台を中心に、高速貨物列車Aで運用される貨車や、コキ5500形の高速仕様車（45500番台）でも組成される。そのほか、タキ1000形のみで組成された石油輸送列車、チキ5500形・チキ5450形・チキ5400形のみで組成されたレール輸送列車及び東邦亜鉛所有の私有貨車トキ25000形・タキ1200形で組成された鉱石列車も、この種別に分類される。
高速貨物列車C
最高速度85 km/hで運転できる貨車で組成された貨物列車。主にコキ5500形が使用されていたが、コキ5500形の老朽化により大半の車両が廃車されたため、上記の高速貨物列車で運用される貨車が混用される。